# Lepisiota nigra
Lepisiota nigra är en myrart som först beskrevs av Dalla Torre 1893.  Lepisiota nigra ingår i släktet Lepisiota och familjen myror. Inga underarter finns listade i Catalogue of Life.